# Megopis terminalis
Megopis terminalis är en skalbaggsart som först beskrevs av Charles Joseph Gahan 1906.  Megopis terminalis ingår i släktet Megopis och familjen långhorningar.
Artens utbredningsområde är Sri Lanka. Inga underarter finns listade i Catalogue of Life.